# オルティザン・ソロッサ
オルティザン・ソロッサ（Ortizan Solossa、1977年10月28日 - ）は、インドネシアの元サッカー選手。元インドネシア代表。選手時代のポジションはMFまたはDF。

## クラブ歴
1998年にプルシプラ・ジャヤプラで選手となった。1999年にPSMマカッサルに移籍。AFCチャンピオンズリーグ2004のグループステージで1得点を挙げた。
2005年にプルシジャ・ジャカルタに移籍すると、リーガ・インドネシア・プレミアディヴィジョンの決勝戦で古巣のプルシプラ・ジャヤプラと対戦、相手チームには弟のボアズ・ソロッサが居り、オルティザンはフル出場、ボアズも先発で70分までプレイした。試合は延長戦に縺れ込んだもののプルシプラ・ジャヤプラに軍配が上がり、彼の所属するプルシジャ・ジャカルタは敗北した。
2007年から2008年にかけてアレマ・インドネシアFCに所属し、2008年からプルシプラ・ジャヤプラで活躍したものの2013年で同チームを退団。

## 代表歴
2004年から2005年にかけて14試合に出場し、カンボジア代表から得点を奪った。

## 個人
彼は西パプア州で著名な一家であるソロッサ家に生まれた。彼の家族はサッカー一家であり、弟のネヘミア・ソロッサ、ボアズ・ソロッサもサッカー選手である。また、叔父のジャープ・ソロッサはパプア州知事を務めた人物である。
2013年にセンデラワシ大学で経済学士を取得した。

## 個人成績
代表での得点一覧
| # | 日附           | 場所                         | 対戦相手   | 得点 | 結果 | 大会                |
| - | -------------- | ---------------------------- | ---------- | ---- | ---- | ------------------- |
| 1 | 2004年12月13日 | ハノイ・ミーディン国立競技場 | カンボジア | 8-0  | 8-0  | 2004 タイガーカップ |